# Umberto Bossi
Umberto Bossi, född 19 september 1941 i Cassano Magnago, Lombardiet, Italien, är en italiensk politiker. Han är också grundare och ledare för Lega Nord, ett separitistiskt parti som söker självständighet för norra Italien. Bossi är gift med Manuela Marrone och har fyra söner. Han studerade medicin vid Universitetet i Pavia men tog ingen examen.
Umberto sympatiserade med Italienska kommunistpartiet innan han blev politiskt aktiv med fokus på Lombardiet. Tillsammans med andra regionala partier bildades Lega Nord. Bossi utnyttjade missnöjet i samband med en stor korruptionsskandal 1992, som de etablerade partierna var inblandade i. Han stod emellertid själv åtalad för att ha tagit emot mutor. 
Bossi var 2008-2011 reformminister i Silvio Berlusconis fjärde ministär.
Den 5 april 2012 avgick Bossi plötsligt som ledare för Lega Nord sedan det uppkommit misstankar om ekonomiska oegentligheter i partiet.